# 高田みち子
高田 みち子（たかだ みちこ、6月9日 - ）は、日本の音楽家。双子座、O型。

## 概要
中学・高校で吹奏楽部に在籍し、東京音楽大学作曲学科・放送音楽コース卒業。
その後、専門学校講師などの仕事をしつつセッション・ミュージシャンやCM音楽でのコーラス・ワーク、スタジオ・ワークなどを経験。
1999年、「ソイツァーミュージック・デモテープ・オーディション」に合格。
2002年、初のオリジナル・アルバム『MICHIKO SONGS』をアースライズレコーズ（インディーズ）よりリリース。同年11月には4曲入りCD『Cocktail』をベルウッド・レコードより発表。
2003年8月には、音楽オーディション番組、『サマーソングバトル』（NHK総合）チャンピオン大会で2位を受賞（優勝のキャットフラメンコダンサーズとは玉1個差）。
2004年11月にソニー・ミュージックのジャズレーベルよりアルバム『Night buzz』を発表。同アルバムの収録曲が、ジャズ・コンピレーション・アルバム『blue breath “jazzy driving』・『More Smooth Jazz On A Summer’s Holiday』や、雑誌『BARFOUT!』の企画によるコンピレーション・アルバム『BARFOUT! presents authentica〜mellow』に収録される。
2005年、『blue breath “jazzy driving"』参加アーティストによる東名阪サーキット・ライブ、『情熱大陸SPECIAL LIVE SUMMER TIME BONANZA』など野外イベントにも参加。同年9月、アルバム『TALEA DREAM』をリリース。
2008年2月、アルバム『TOKYO GIRLS TALK』をリリース。
ソロ活動以外にも黒沢健一と萩原健太によるアコースティック・カバー音楽ユニット、健'z with Friends、女性ミュージシャン5人による音楽ユニット、Marsh-Mallow（マーシュ・マロウ）のメンバーとしても活動。
自身のアルバムのサポートを務めるWhat is HIP?とのライブを新宿ピット・インで定期的に行うほか、イクスピアリやmona records（下北沢）などでのライブ活動を展開。作曲家、編曲家として、松たか子、坂本真綾、伊藤美来らに作品を提供。
映画と野球を好み、福岡ソフトバンクホークスの大ファンである。

## ディスコグラフィ

### オリジナル・アルバム
- MICHIKO SONGS（2002年2月14日、アースライズレコーズ、SZBC-1003）
- Cocktail（2002年11月25日、ベルウッド・レコード、BZCM-3003）
- Night Buzz（2004年11月17日、Sony Music、SICP-10012）
- TALEA DREAM（2005年9月21日、Sony Music、SICL-125）
- TOKYO GIRLS TALK（2008年2月20日、Sony Music、SICL-179）

### ライブ・アルバム
- Live from Yokohama（2021年1月27日、T5Jazz Records、デジタル・リリース）